# Seznam britanskih arhitektov
Seznam britanskih arhitektov.

## A
A.H. Mackmurdo - Patrick Abercrombie - 

## B
Laurie Baker - George Basevi - Misha Black - Edward Blore - Ignatius Bonomi - Henri Marc Brunel - Richard Boyle, 3rd Earl of Burlington - 

## C
Colen Campbell - Richard Carpenter (arhitekt) - Hugh Casson - David Chipperfield - Peter Cook (arhitekt) - William Henry Crossland - 

## D
John Dower - 

## E
Harvey Lonsdale Elmes - 

## F
John Foster - Norman Foster - Francis Fowke - Kenneth Frampton

## G
Frederick Gibberd - Edward William Godwin - Ernő Goldfinger - Edmund Beckett, 1st Baron Grimthorpe - 

## H
Zaha Hadid - Jesse Hartley - Stephen Hodder - Michael Hopkins - 

## I
Henry Irwin - 

## J
Thomas Graham Jackson - John Francis Bentley - Owen Jones (arhitekt) - 

## L
David Laing (arhitekt) - Owen Luder - 

## M
John Madin - Frank Matcham - John Middleton (arhitekt) - Sanderson Miller - William Bonython Moffatt - William Morris - Richard Murphy (arhitekt) - 

## P
John Pawson - Joseph Paxton - John Poulson - 

## R
Raymond McGrath - Jim Roberts - Richard Rogers - 

## S
Alireza Sagharchi - Anthony Salvin - Richard Seifert - John Shaw mlajši - Norman Shaw - Richard Norman Shaw - Sydney Smirke - James Piers St. Aubyn - James Stirling (arhitekt) - Joseph Sunlight - 

## T
Quinlan Terry - Thomas Cartwright (arhitekt) - William Thomas (arhitekt) - Walter Aubrey Thomas - Ralph Tubbs - 

## V
Brenda and Robert Vale -  

## W
- Alfred Waterhouse
- William Wilkins
- Colin Alexander St John ("Sandy") Wilson (1922–2007)
- Christopher Wren
- Thomas Wright